# Großer Rachel
Der Große Rachel ist mit 1452 m ü. NHN nach dem Großen Arber die zweithöchste Erhebung im Bayerischen Wald bzw. Böhmerwald und der höchste Berg im Nationalpark Bayerischer Wald. Zusammen mit dem 900 m nordwestlich gelegenen Kleinen Rachel bildet er den Berg Rachel (tschechisch Roklan).

## Beschreibung
Auf seinem felsigen Gipfel stehen ein Holzkreuz und eine Schutzhütte der Bergwacht. Das Panorama reicht vom Osser und Arber im Nordwesten bis zum Dreisesselberg im Südosten; bei Föhneinfluss oder Inversionswetterlage ist außerdem die Alpenkette vom Toten Gebirge bis zur Zugspitze zu sehen. Mittlerweile wird diese Rundsicht durch im Gipfelbereich heranwachsende Fichten behindert. Der Große Rachel ist ein beliebtes Ausflugsziel. Am bzw. im unterhalb gelegenen Waldschmidthaus konnten Wanderer rasten und einkehren; seit 2011 sind aufgrund geänderter brandschutzrechtlicher Bestimmungen keine Übernachtungen mehr möglich. Zurzeit wird es generalsaniert und ist geschlossen.
Wie am benachbarten Lusen fielen ab 1995 auch am Rachel große Teile des Waldbestandes dem Borkenkäfer zum Opfer. Dem Nationalparkgedanken entsprechend wurden weder Abwehrmaßnahmen ergriffen noch die abgestorbenen Bäume entfernt. Stattdessen wurde die Natur sich selbst überlassen und anstelle des früheren, monotonen Fichtenforsts wächst nun Mischwald nach.
Südöstlich des Gipfels befindet sich rund 400 Meter tiefer der Rachelsee. Auch die Rachelkapelle liegt an den Hängen des Berges. Nordöstlich des Berges liegen auf tschechischem Gebiet im Rachelwald (Roklanský les) die Quellgebiete des Kleinen Regen (Malá Řezná) und des Großen Müllerbachs (Roklanský potok).
Der Rachel ist der Hausberg von Frauenau und Spiegelau. Sein Gipfel lässt sich nur zu Fuß erreichen. Das Befahren der Zustiege mit dem Mountainbike ist nicht gestattet. Der kürzeste Zugang führt vom Parkplatz Gfäll in 1½ Stunden auf den Gipfel. Weitere Ausgangspunkte sind Oberfrauenau, der Bahnhof Klingenbrunn und der Parkplatz Racheldiensthütte. Die Zufahrt zu den beiden genannten Parkplätzen ist von 15. Mai bis zum 2. November zwischen 8 und 18 Uhr gesperrt und sie sind dann nur mit den Igelbussen der Regionalbus Ostbayern zu erreichen. Im Winter ist der Berg wegen meterhohen Schnees oft nur mit Tourenski oder Schneeschuhen zu besteigen. Eine direkte Besteigung von tschechischer Seite aus ist nicht mehr möglich, da der traditionelle Ausgangspunkt, die Rachelhütte (Roklanská chata), in der Kernzone des Nationalparks Šumava (Naturschutzgebiet Maderer Filze) liegt und somit einem Betretungsverbot unterliegt.

## Geotop
Die Gipfelklippen des Großen Rachel sind vom Bayerischen Landesamt für Umwelt als bedeutendes Geotop (Geotop-Nummer: 276R029) ausgewiesen.

## Galerie

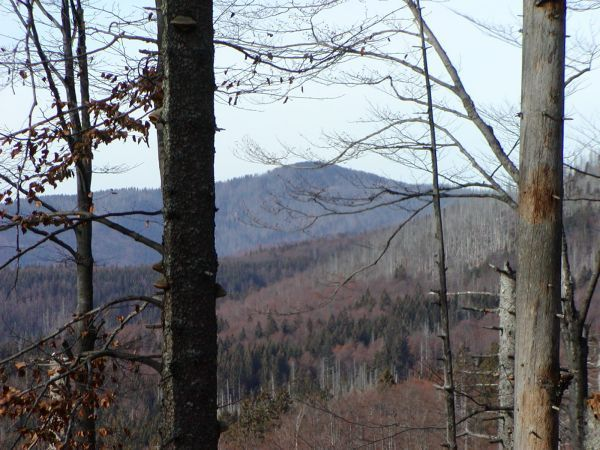
Blick zum Großen Rachel
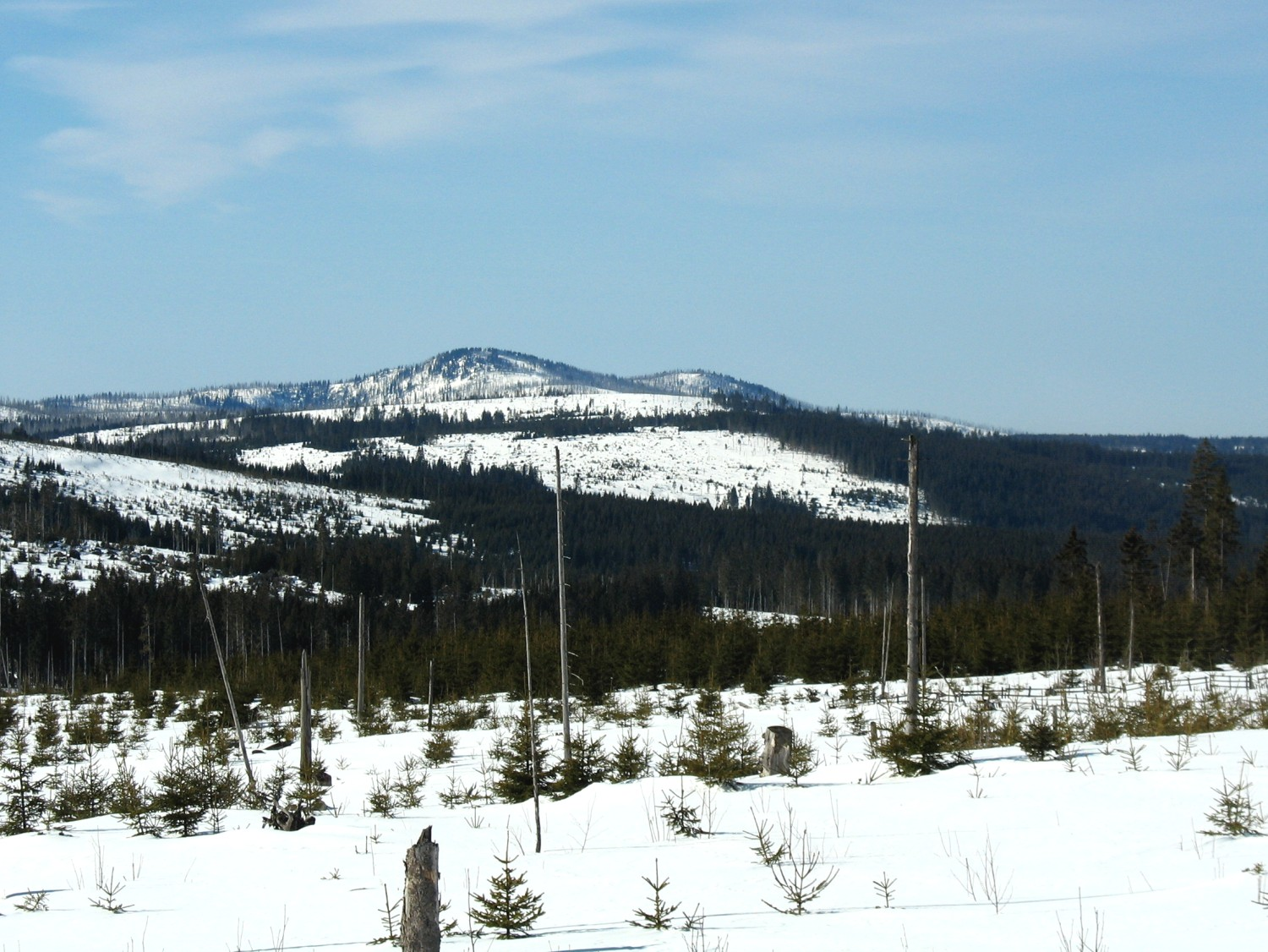
Blick von der Černá hora zum Rachel
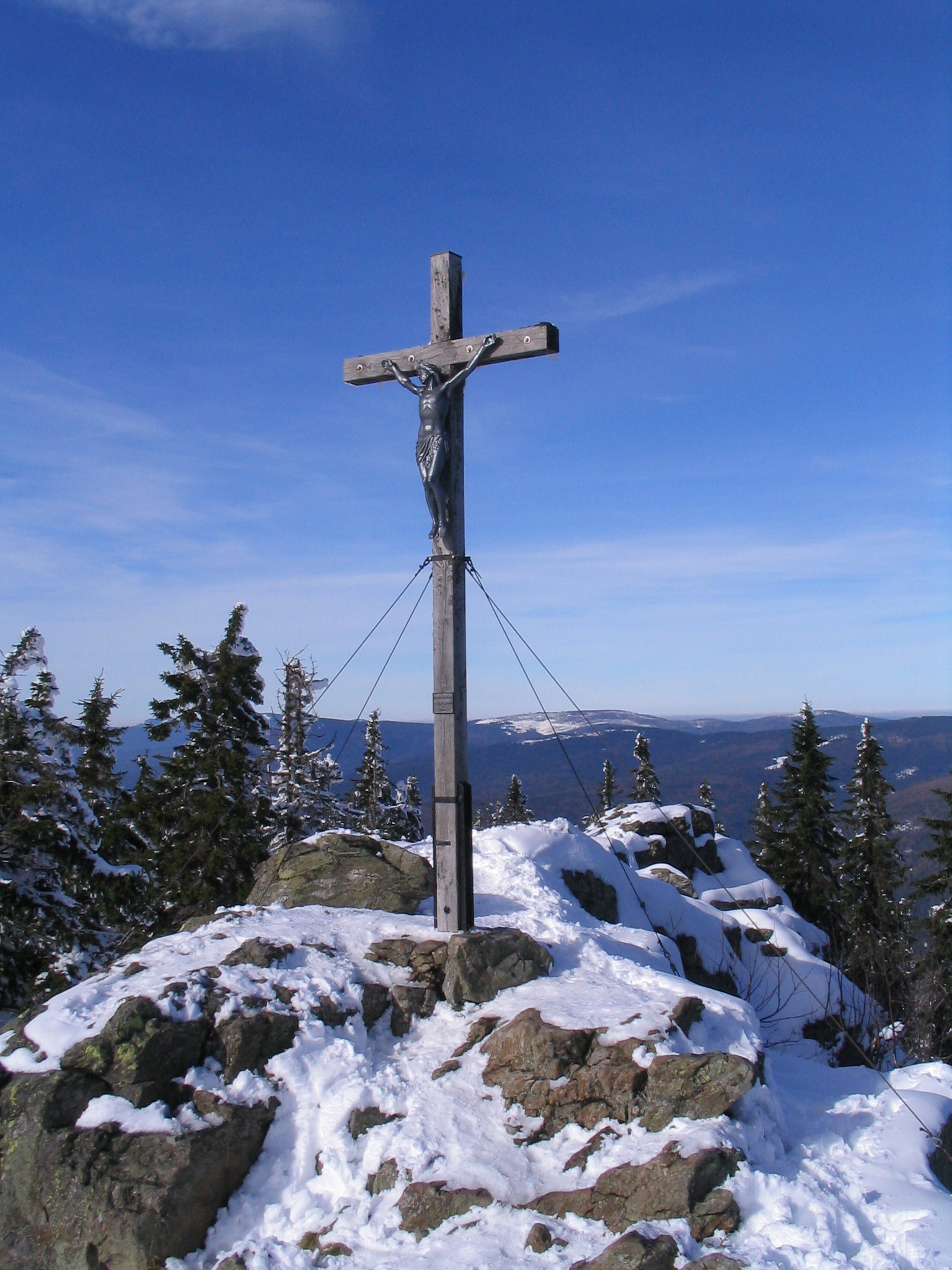
Gipfelkreuz des Großen Rachel
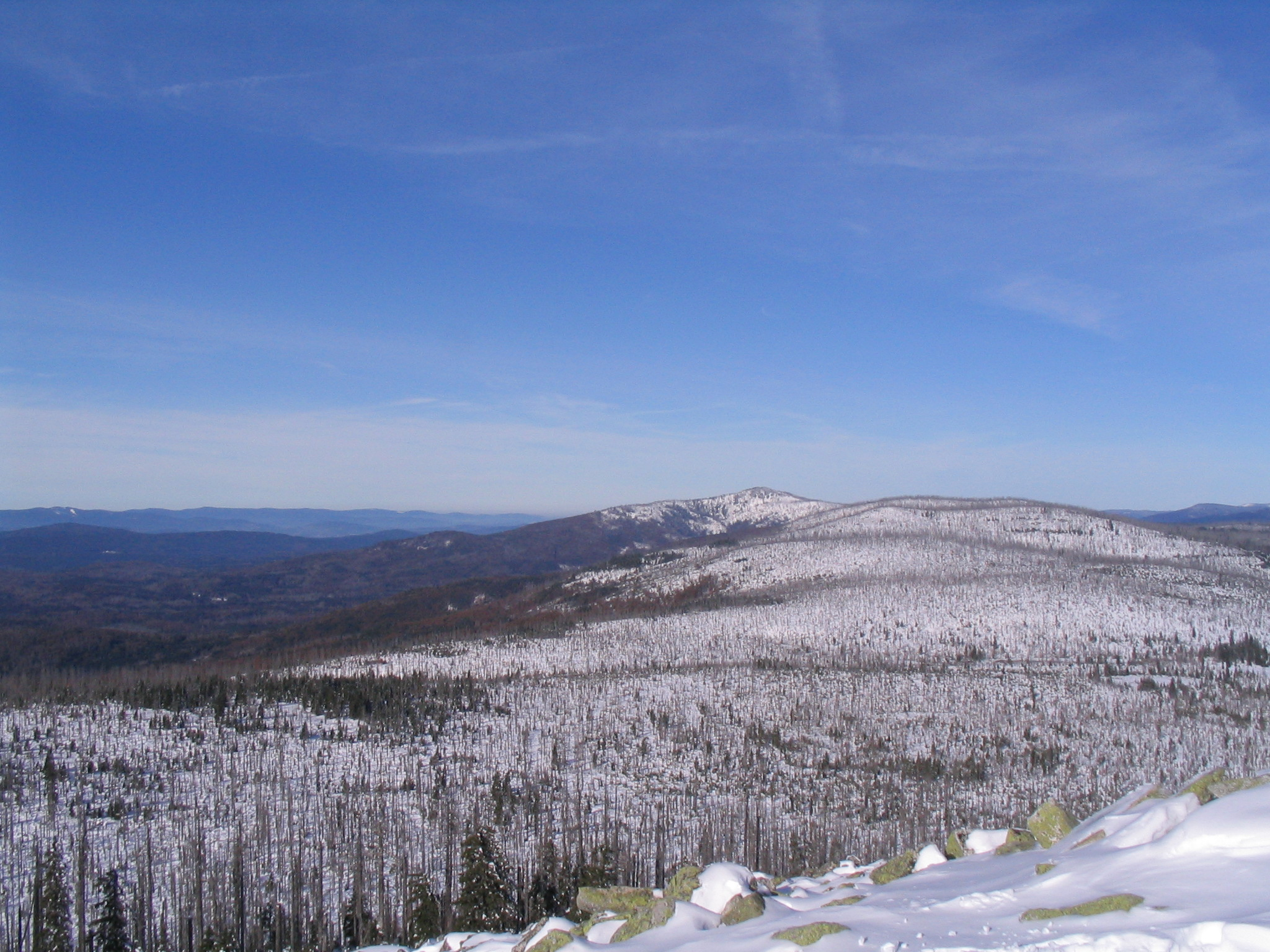
Blick vom Lusen zum Großen Rachel
Panorama Ostseite Großer Rachel
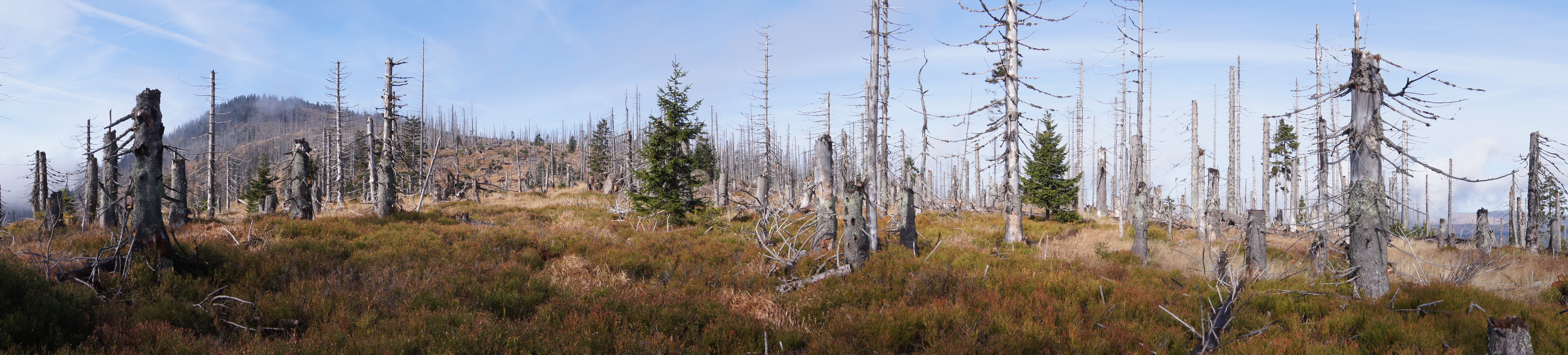
Blick auf die östliche Seite des Rachel